# Oleksandr Bortnyk
Oleksandr Bortnyk (en ukrainien : Олександр Бортнyк, en anglais : Olexandr Bortnyk) est un joueur d'échecs ukrainien né le 18 octobre 1996 dans le village d'Aleksandrovka (oblast de Mykolaïv).
Au 1er janvier 2024, il est le 8e joueur ukrainien avec un classement Elo de 2 608 points.

## Biographie et carrière
Oleksandr fut champion d'Europe des moins de seize ans en 2011. Il remporta le championnat du monde des moins de dix-huit ans à Durban en 2014 avec 9,5 points marqués en 11 parties et finit 1er-2e du championnat du monde de blitz des moins de 18 ans la même année à Al-Aïn.
En 2015, il obtint le titre de grand maître international et remporta :
- l'Open de Batoumi en 2015 ;
- le mémorial Bronstein en 2016 ;
- le mémorial Petrov en 2016 ;
- les tournois rapide et blitz de Lviv en mars 2016[5] ;
- le mémorial Nebesna Sotnya de bliz en 2017 ;
- l'open de Petah Tikva en février 2017[6] ;
- le mémorial rapide Tchebanenko à Chișinău en mars 2017[7] ;
- le mémorial Agzamov en Ouzbékistan en mai 2017[8] ;
- les opens d'Ikaros[9] et de Kavala en 2017 ;
- l'open de Condom en 2018[10].

Il finit sixième ex æquo et 26e au départage du championnat d'Europe d'échecs individuel en 2016 avec 7,5 points marqués en 11 parties.